# Etruszk naptár
Az etruszk holdnaptár lehetett Etruria és Latium legkorábbi naptára. Erre a hónap közepét jelölő itus szó eredetéből lehet következtetni: a szó „t” mássalhangzója nagyon valószínűvé teszi annak etruszk eredetét (az etruszk nyelvben ismeretlenek voltak a zöngés mássalhangzók), amely csak a latin nyelvbe átkerülve vette fel az idus alakot. Emellett valószínűsíthető, hogy a július (quinctilis), augusztus (sextilis), szeptember, október, november, december római kori latin nevei, amelyek a hónapokat a régi tíz hónapra alapuló holdnaptár rendszerében jelölték, eredetileg etruszkból származó tükörfordítások voltak. Ugyanígy elképzelhető, hogy április hónap neve Aphrodité istennő nevének lerövidített görög változatából került az etruszkba, mivel a hagyomány szerint április Aphrodité istennő hónapja volt, és a görög "ph" → etruszk "p" szabályos fonetikai megfelelés, mint több ezer lelet bizonyítja. Róma eredeti régi naptára szerint az év tíz hónapból és 304 napból állt, és ezt a hagyomány szerint a szabin származású Numa Pompilius változtatta meg. A két új hónap, Ianuarius és Februarius, valamint a szökőhónapok beiktatásával a holdévet és a napévet 365 nappal összhangba hozta. Ez az ún. Numa-féle naptár azonban nagy bizonyossággal csak a Kr. e. 5. század után lett használatos.

## Feltételezett etruszk hónapnevek
- március - velitanus
- április - apris ?
- május - amphilus
- június - aclus
- július - traneus
- augusztus - ?
- szeptember - celius
- október - xofer
- november - ?
- december - ?

## Lásd még
- Etruszk művészet
- Etruszk ábécé
- Pontuszi vázák
- Római Birodalom

## Külső hivatkozások
- A titokzatos etruszkok (egy nagyon jó angol nyelvű weblap)
- Róma korai történelme, legendái, hét királyának felsorolása (angol)
- A 12 etruszk város
- Az etruszk nyelv
- A vatikáni múzeum etruszk kincseket bemutató honlapja
- A Sulinet etruszkokkal foglalkozó oldala
- A pyrgi lemezek (nagy felbontású)